# 横山信義
横山 信義（よこやま のぶよし、1958年 - ）は、日本の小説家。長野県出身。東京工業大学卒業。

## 経歴
大学時代はSF研究会に所属。本田技術研究所に勤務の傍ら、1992年『鋼鉄のレヴァイアサン』（後に発表された『八八艦隊物語』の後日譚にあたる）で小説家デビュー。その後、会社勤めとの二足のわらじより独立、多数の架空戦記を発表する。
史実では活躍できなかった艦船・航空機などの兵器、海軍将校などの人物を活躍させることが多い。
初期の作品（『八八艦隊物語』など）では、戦艦を前面に押し出した作品が多く、吉岡平は自分と横山信義は架空戦記作家きっての大艦巨砲主義者だと評した。最初期の作品群は戦艦の砲撃の命中率が異常に高い等、考証に難点が見られる(ただし、当時の架空戦記全体で一般的だった可能性もある)。『修羅の波濤』第1巻の執筆を始めた頃から戦史研究家の横山恵一の協力を得（『八八艦隊海戦譜』第8巻の「あとがきに代えて」参照）、また「戦史叢書」を参考文献として挙げるなど改善された。初期の作品では左翼団体や社会主義を厳しく批判する描写が見られたが、最近の著書では政治的な描写は少なくなった。
軍人にも好みがあり、小沢治三郎、山口多聞、井上成美、角田覚治の評価が高い一方、レイテ沖海戦で謎の反転をした栗田健男は登場シーンのある作品が少なかったり、怯懦な人物として描かれている。世間の評価が分かれる提督については、山本五十六には戦略家としては好意的、南雲忠一に対しては「魅力的な負けキャラ」「悲劇の提督」として描かれる反面、神重徳は戦艦大和水上特攻のような否定的な面でしか描かれない。伏見宮博恭王や嶋田繁太郎に対しては嫌悪感を示し、初期の作中では悪役扱いをされることが多かった。これらの傾向は初期作品で特に顕著だったが、嶋田繁太郎が『八八艦隊海戦譜』で肯定的に描かれているなど、近年の作品では過剰なキャラクター付けは控えられている。
2021年1月より、日本SF作家クラブの会員となる。

## 著作
長編
- 鋼鉄のレヴァイアサン全1巻
- 八八艦隊物語：本編全5巻＋外伝全3巻＋列伝全2巻
- 修羅の波濤：本編全8巻＋外伝全2巻
- 修羅の戦野：全4巻（『修羅の波濤』の続編）
- 蒼海の尖兵：本編全10巻＋外伝1巻
- 海鳴り果つるとき：全7巻
- 日本国際旅団：1～2巻
- ビッグY 戦艦大和の戦後史：全3巻
- 東京地獄変：上下巻
- 零の守護者：全3巻
- 砂塵燃ゆ：上中下巻
- 烈日：上下巻
- 虎口の海：上下巻
- 遠き曙光：全4巻
- 海の牙城：全5巻（『遠き曙光』の続編）
- 巡洋戦艦「浅間」：全7巻
- 鋼鉄の海嘯：全9巻
- 戦艦「大和」最後の光芒：上下巻
- 擾乱の海：全5巻
- 碧海の玉座：全10巻
- 宇宙戦争：全3巻
- 群龍の海：全5巻
- 八八艦隊海戦譜：全8巻
- 絶海戦線:全3巻
- 南海蒼空戦記:全6巻
- 旭日、遥かなり：全8巻
- 不屈の海：全6巻
- 蒼洋の城塞：全6巻
- 荒海の槍騎兵：全6巻
- 烈火の太洋：全6巻
- 連合艦隊西進す：全6巻
- 高速戦艦「赤城」：全6巻
- 機動部隊旗艦「大和」：全6巻
- 零を継ぐもの：2025年8月より

短編
- 我、奇襲に成功せり（ウィ・サクシード・サプライズ・アタック）
『地の王、空の勇』収録
- 星喰い鬼（プラネット・オーガ）
『宇宙への帰還』収録
- もし、H44級戦艦が実戦投入されていたなら!?
『激烈! 秘密兵器大全』収録